# جويل بورغينيو
جويل بورغينيو (بالإسبانية: Joel Burgueño)‏ هو لاعب كرة قدم أوروغواياني في مركز الهجوم، ولد في 15 فبراير 1988 في مونتيفيديو في الأوروغواي. لعب مع التانك سيلي وسبورتيفو سيريتو ونادي ليبرتاد.

## وصلات خارجية
- جويل بورغينيو على موقع قاعدة بيانات كرة القدم.إي يو (الإنجليزية)
- جويل بورغينيو على موقع Soccerway.com (الإنجليزية)
- جويل بورغينيو على موقع عالم كرة القدم.نت (الإنجليزية)
- جويل بورغينيو على موقع AS.com (الإسبانية)